# И Густи Нгурах Рай
И Гу́сти Нгу́рах Рай (индон. I Gusti Ngurah Rai; 30 января 1917, деревня Чарангсари, округ Бадунг, Бали, Голландская Ост-Индия — 20 ноября 1946, деревня Марга, округ Табанан, Бали, Республика Индонезия) — индонезийский военный деятель, участник войны за независимость. Создатель и первый командующий подразделения вооружённых сил Республики Индонезии на Малых Зондских островах, непосредственный руководитель вооружённого антиголландского сопротивления на Бали. Погиб в ноябре 1946 года в бою с нидерландскими войсками у деревни Марга в центральной части Бали.
Национальный герой Индонезии, посмертно награждён одной из высших военных наград страны и повышен в звании до бригадного генерала (погиб в звании подполковника). Является одной из наиболее почитаемых фигур современной истории Бали. Именем И Густи Нгураха Рая названы международный аэропорт Денпасара, крупнейший университет и крупнейший стадион острова, корабль индонезийских военно-морских сил, улицы во многих балийских населённых пунктах, а также в ряде городов в других частях Индонезии.

## Ранние годы жизни, образование

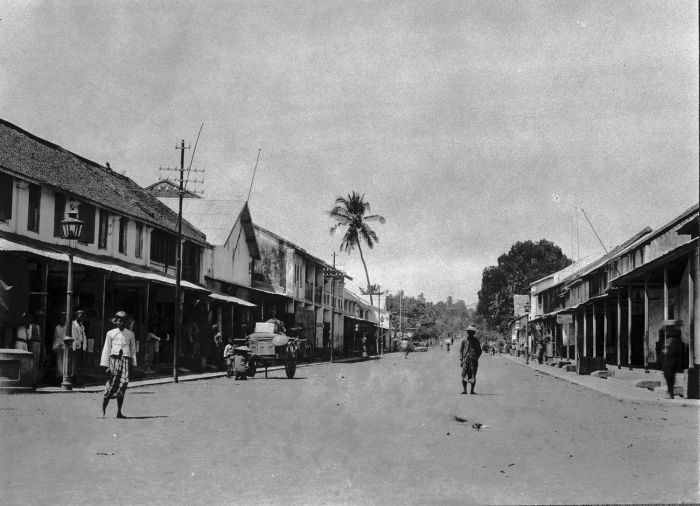
Денпасар в школьные годы Нгураха Рая

Родился 30 января 1917 года в деревне Чарангсари в районе Петанг округа Бадунг на юге Бали в зажиточной семье знатного происхождения. Был вторым из трёх сыновей И Густи Нгурах Палунга (индон. I Gusti Ngurah Palung) и его жены Ни Густи Аю Компьянг (индон. Ni Gusti Ayu Kompyang). В момент рождения Рая его отец занимал должность руководителя администрации района Петанг.
Родственники и односельчане вспоминали о Рае как об общительном и энергичном ребёнке, увлекавшемся подвижными играми и местной разновидностью индонезийской борьбы силат.
Должностное положение и материальный достаток отца позволили направить мальчика на учёбу в Денпасар в начальную нидерландскую школу для туземцев (нидерл. Hollandsch-Inlandsche School), а затем — в восточнояванский город Маланг для продолжения образования в нидерландской средней школе (нидерл. Meer Uitgebreid Lager Onderwijs). Однако обучение в последней осталось незавершённым — после смерти отца в 1935 году Нгураху Раю пришлось вернуться на Бали.
Оказавшись дома, Нгурах Рай более двух лет не учился и не имел какой-либо постоянной работы, пока в 1938 году не поступил в училище офицеров корпуса «Прайода» (нидерл. Korps Prajoda) — военизированного формирования, созданного колониальной администрацией на Бали незадолго до того — в 1936 году. «Прайода» не входил в структуру Королевской нидерландской ост-индской армии (КНИЛ) и имел статус вспомогательного подразделения батальонного уровня, на которое возлагались задачи охраны порядка на острове и несения почётных караулов в ходе различных официальных и торжественных мероприятий. Его рядовой и сержантский состав набирался из местных жителей — преимущественно юношей из аристократических балийских семей, на старшие офицерские должности назначались нидерландские военные, а младший офицерский состав комплектовался на смешанной основе.
В училище, которое находилось в округе Гианьяр на юго-востоке острова, Рай отличался хорошей успеваемостью, самостоятельно освоил некоторые дополнительные предметы, в частности английский язык. Несмотря на миниатюрную — даже по меркам балийца первой половины XX века — комплекцию (рост Рая составлял всего 154 сантиметра, а вес даже в более зрелом возрасте не превышал 45 килограммов), он успешно справлялся с физическими нагрузками, которых требовала военная подготовка.
После окончания училища с присвоением звания второго лейтенанта в 1940 году Рай был направлен на краткосрочные офицерские курсы в Магеланг, откуда в том же году переведён также для ускоренной переподготовки в артиллерийское училище в уже знакомый ему по школьной учёбе Маланг.

## Деятельность в период Второй мировой войны

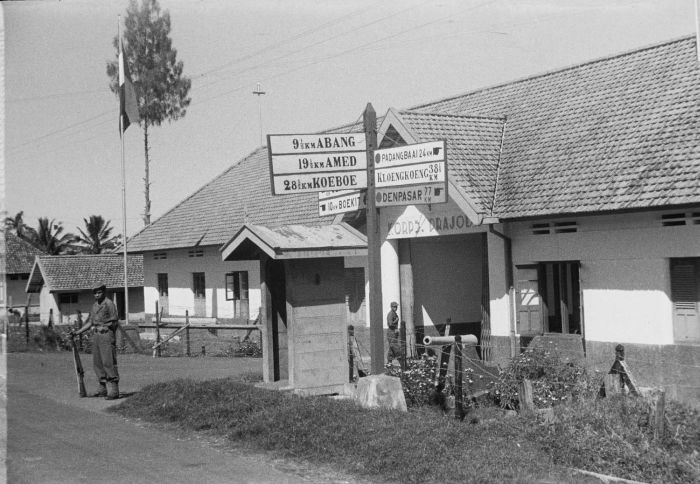
Казармы корпуса «Прайода» на юге Бали

В конце 1941 года, после начала военных действий на Тихоокеанском театре, Нгурах Рай был отозван из Маланга для несения службы в «Прайоде». К моменту вторжения Японии в Нидерландскую Ост-Индию в январе 1942 года этот вспомогательный корпус в составе около 600 бойцов оставался единственным вооружённым формированием, размещённым на Бали — регулярных частей КНИЛ на острове не было. Формально командование корпусом было возложено на генерал-майора Г. А. Ильгена (нидерл. G. A. Ilgen), командующего третьей пехотной дивизии КНИЛ, отвечавшей за оборону восточной части Явы, Бали и Мадуры, однако его фактическим командиром был подполковник В. П. Роденбург (нидерл. W.P. Roodenburg).
Несмотря на принятые мобилизационные меры, «Прайода» оказался не в состоянии оказать даже минимального сопротивления японцам, совершившим внезапную высадку на Бали 19 февраля 1942 года. Подразделения корпуса уклонялись от столкновения с неприятелем, началось массовое дезертирство, приказ командования об уничтожении инфраструктуры денпасарского аэродрома во избежание её использования противником оказался невыполненным. В этих условиях Роденбург был вынужден отвести остававшихся в строю бойцов «Прайоды» от района высадки японцев и официально распустить корпус. Балийцы разошлись по домам, нидерландские офицеры бежали на соседнюю Яву, которая в то время ещё находилась под контролем КНИЛ. Известно, что Нгурах Рай помог двум своим сослуживцам-голландцам перебраться на Яву.
После установления японского контроля над Бали, остров, как и вся Малая Зондская гряда, был отнесен к зоне оккупации Второго флота.
Как и многие индонезийцы, Нгурах Рай изначально достаточно лояльно отнёсся к японцам, связывая с их вторжением, прервавшим голландское колониальное господство, возможности для более благополучного развития страны и её политического самоопределения. Он поступил на службу в открывшееся на Бали отделение японской транспортной компании «Мицуи Бусан Кайса», где занимался организацией поставок риса и других товаров в Японию.
Однако со временем Нгурах Рай убедился, что японская оккупация лишь ухудшила положение балийского населения. К 1944 году отношение Рая к захватчикам было уже весьма критическим: он примкнул к складывавшемуся в этот период на Бали антияпонскому подполью и стал сотрудничать с разведывательными службами союзников, сохранявшими свою резидентуру в занятой Японией Нидерландской Ост-Индии. Возглавив агентурную ячейку, состоявшую в основном из его бывших сослуживцев и подчинённых по «Прайоде», многие из которых также работали в местном отделении «Мицуи Бусан Кайса», Рай снабжал союзников информацией о расписании и характере груза японских транспортов. В какой-то момент он попал под подозрение и был задержан японской военно-морской полицией, однако ввиду недостатка улик после трёхдневного содержания под стражей был отпущен.

## Выступление на стороне властей Республики Индонезии
После официального объявления императором Японии о принятии условий капитуляции 15 августа 1945 года и последовавшего через два дня, 17 августа, провозглашения независимости Республики Индонезии на Бали началась стихийная самоорганизация сторонников суверенизации Нидерландской Ост-Индии: к концу августа было создано несколько политических группировок, преимущественно молодёжных. С прибытием на остров И Густи Кетута Пуджи, который был назначен президентом Сукарно на пост губернатора провинции Малые Зондские острова со столицей в балийской Сингарадже, здесь начали постепенно формироваться республиканские органы власти. Значительная часть балийской феодальной знати заняла в этот период выжидательную позицию, опасаясь скорого возвращения на остров голландских колонизаторов, однако Нгурах Рай незамедлительно выступил в поддержку независимости. Наладив тесное взаимодействие с Кетутом Пуджей, он приступил к созданию на острове военно-полицейских сил, призванных противостоять восстановлению нидерландского владычества.
При этом Нгурах Рай предостерегал своих сторонников, среди которых оказалось много представителей низших слоёв балийского общества, от конфликта с аристократической верхушкой, считая, что любая форма классового противостояния ослабит потенциал страны в борьбе за независимость. В то же время, сохраняя, благодаря своему происхождению, возможность общения с наиболее родовитыми балийцами, в том числе со многими правителями местных княжеских династий, он призывал их к лояльности в отношении республиканских властей.

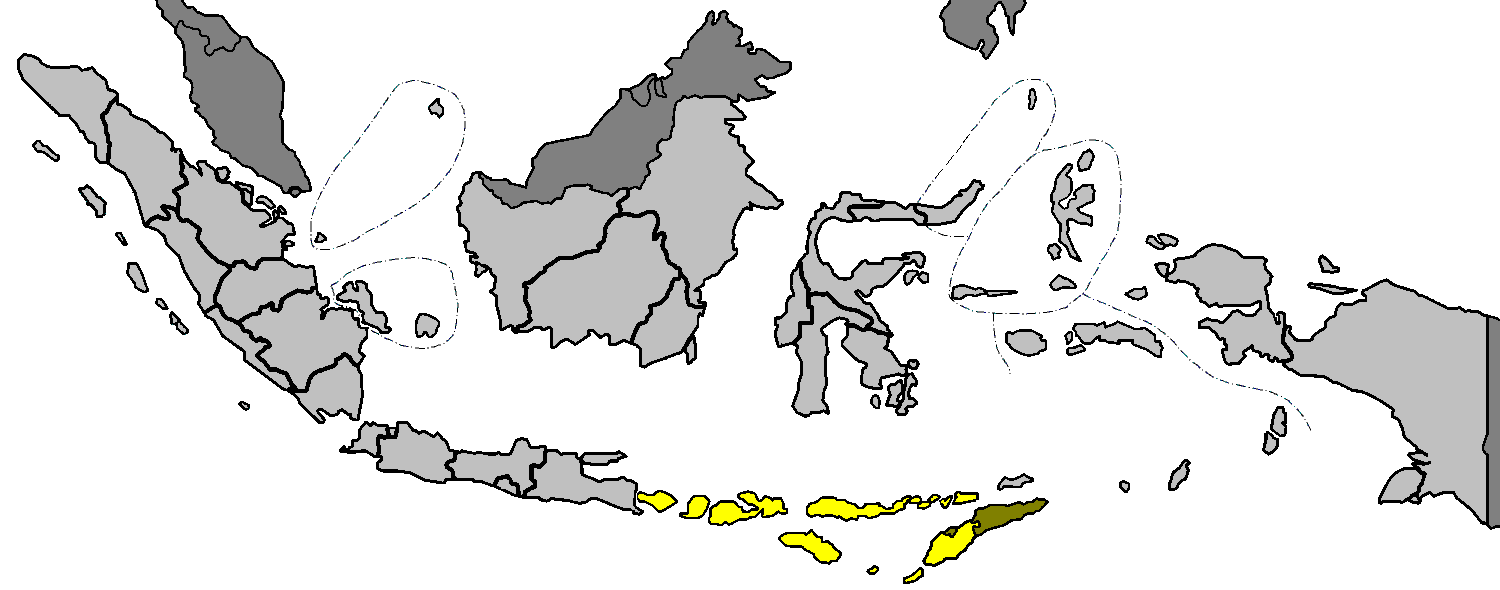
Индонезийские Малые Зондские острова — зона ответственности вооружённых формирований Нгураха Рая

После создания в октябре 1945 года по указу президента Сукарно Армии народной безопасности (АНБ), ставшей прообразом вооружённых сил Республики Индонезии, формируемое Нгурахом Раем ополчение, состоявшее к тому моменту из 13 рот, решением губернатора Кетута Пуджи было объявлено её структурным подразделением. Сам же Рай на специальном совещании с участием губернатора, глав всех основных политических группировок и представителей большинства балийских княжеских домов был единогласно избран командующим «войсками АНБ на Малых Зондских островах», штаб которых был сформирован в Денпасаре. В ноябре 1945 года полномочия Нгураха Рая были подтверждены побывавшей на Бали делегацией высшего республиканского военного командования, и ему было присвоено звание майора АНБ. Для обеспечения связи между провинциальными и центральными военными структурами при Рае был прикомандирован офицер из генерального штаба АНБ, а представитель Рая, в свою очередь, был направлен в генштаб. При этом, несмотря на сосредоточение основной массы силовых ресурсов под командованием Рая, на Бали оставались вооружённые группировки сторонников независимости, неподконтрольные ему — в основном небольшие боевые дружины молодёжных организаций.
Остававшиеся в этот период на Бали войска капитулировавшей Японии, личный состав которых к тому времени составлял 3136 человек (в т. ч. 1900 человек военнослужащих сухопутных войск и 1146 человек моряков), изначально не препятствовали деятельности Нгураха Рая и его ополчения, как и других представителей республиканских властей. Более того, немалая часть японцев симпатизировала антиголландски настроенным балийцам: имели место случаи добровольной передачи японскими военными местным сторонникам независимости оружия и материальных ценностей, и даже перехода их с оружием в руках на сторону индонезийских республиканцев (достоверно известно о нескольких десятках японцев, присоединившихся к антиголландскому движению на Бали). В конце ноября 1945 года командование японских сил на Бали вступило в переговоры с эмиссарами правительства Сукарно на предмет передачи последнему большей части своих вооружений.
Однако в начале декабря 1945 года под давлением командования британского экспедиционного корпуса, приступившего к разоружению и вывозу японских частей из Индонезии, японцы потребовали от республиканского руководства Бали возвращения экспроприированных тем финансовых активов. Губернатор Кетут Пуджа счёл подобное требование неприемлемым и провокационным. В это же время руководство местных молодёжных группировок, осведомлённое о ходе переговоров представителей центральных властей с японцами, выступило в пользу самостоятельной конфискации японского оружия с тем, чтобы оно осталось на Бали, а не было перевезено на Яву.
13 декабря отряд республиканцев атаковал японский денпасарский гарнизон, однако в ходе короткого боестолкновения понёс потери и был рассеян. Роль Нгураха Рая в этом событии остается предметом дискуссий. Так, канадский историк Джеффри Робинсон (англ. Geoffrey Robinson), автор фундаментального исследования по этому периоду истории Бали, считает, что данная военная операция была предпринята по указанию республиканского губернатора и, соответственно, Рай не мог не участвовать в её подготовке. В то же время, индонезийские журналисты Иван Сантоса (индон. Iwan Santosa) и Венри Ванхар (индон. Wenri Wanhar) на основании воспоминаний участников событий пришли к выводу, что нападение на японский гарнизон в Денпасаре было самовольно предпринято активистами молодёжного движения, не состоявшими на службе в формировании Нгураха Рая. В любом случае, после событий 13 декабря отношение японцев к балийским борцам за независимость и лично к Раю резко изменилось, став откровенно враждебным — они арестовали губернатора Кетута Пуджу и нескольких республиканских активистов, а также возобновили патрулирование местности, прекращённое после оглашения акта о капитуляции Японии. Переговоры о передаче оружия джакартским эмиссарам были прерваны.
Денпасарские события убедили Нгураха Рая в контрпродуктивности силового противостояния с японцами. Он приказал вывести силы ополчения из Денпасара и других крупных населённых пунктов Бали во избежание дальнейших столкновений с оккупационными войсками. Кроме того, ему удалось отговорить одного из балийских князей от объявления войны японцам: Рай призвал его, как прочих сторонников независимости, беречь силы для борьбы с голландцами, которые к тому времени уже объявили о намерении вернуть колонию под свой контроль. После этого Рай принял решение отправиться на Яву — в располагавшийся в Джокьякарте генеральный штаб Армии народной безопасности, с тем, чтобы просить высшее военное руководство Индонезии о поставках вооружений, а также об указаниях на предмет дальнейших действий. Вместе с небольшой группой соратников, имевших, как и он сам, офицерские звания АНБ, он покинул Бали 1 января 1946 года.

## Пребывание на Яве
К моменту прибытия Нгураха Рая в Джокьякарту 13 января 1946 года этот центральнояванский город был объявлен столицей Республики Индонезии, поскольку республиканские власти утратили контроль над Джакартой, где при поддержке британских войск была восстановлена нидерландская колониальная администрация. Руководство генерального штаба и лично его начальник Урип Сумохарджо весьма высоко оценили энтузиазм и боевой дух балийского офицера. В Джокьякарте Рай был представлен президенту Сукарно, который к тому времени уже был наслышан о его активной деятельности — по свидетельству очевидцев, индонезийский лидер умилился малому росту командира балийского военного формирования.
Созданное Раем ополчение было окончательно интегрировано в структуру национальных вооружённых сил: 1 февраля оно было официально включено в статусе полка в состав VII дивизии сухопутных войск Республики Индонезии, формировавшейся в этот период на Восточной Яве. Устанавливалось финансирование полка Малых Зондских островов по линии национального военного бюджета — в размере 70 тысяч рупий в месяц, а также особо оговаривался автономный статус этой военной части. Сам Рай при этом был повышен в звании до подполковника.
В то же время, прошение Нгураха Рая о поставке вооружений было отклонено руководством генштаба со ссылкой на то, что всё имевшееся в его распоряжении оружие и боеприпасы уже были к тому времени расписаны по другим военным частям. Вместо этого было принято решение направить на Бали для поддержки полка Рая уже укомплектованное и вооружённое подразделение с Явы. Подготовка такого подкрепления была поручена командованию национальных военно-морских сил, а его костяк составило формировавшееся в то время спецподразделение ВМС «Отряд М» (индон. Pasukan-M) под командованием капитана Маркади (индон. Markadi). Самому Раю было предписано принять участие в подготовке данного подразделения, в частности, ознакомляя его бойцов с особенностями балийского театра военных действий. В результате его пребывание на Яве продлилось до начала апреля 1946 года.
Между тем, во время яванской поездки Рая обстановка на Бали стремительно менялась. Уже в январе на остров в сопровождении британских военных начали прибывать представители нидерландских колониальных властей. Под давлением британцев и проголландски настроенной части местной феодальной верхушки губернатор Кетут Пуджа был вынужден передать бо́льшую часть властных полномочий сформированному 29 января Совету князей, почти все члены которого позитивно воспринимали перспективу восстановления нидерландского колониального владычества. В начале марта 1946 года на острове высадился двухтысячный экспедиционный корпус, сформированный в основном из военнослужащих КНИЛ, освобождённых из японского плена, который получил название «Красный слон» (индон. Gaja Merah). В течение недели на Бали была воссоздана колониальная администрация, местные республиканские власти — низложены.
Первоначально сосуществование голландцев со сторонниками независимости на Бали было вполне бесконфликтным. Лидеры последних официально отказались от какой-либо подрывной деятельности, благодаря чему избежали преследований со стороны колонизаторов. Полк Нгураха Рая, оставшийся без командира, не был официально распущен, однако его подразделения вынуждены были покинуть населённые пункты: бойцы разбивали лагеря в джунглях, частью расходились по домам. Однако уже к середине марта на острове стали происходить регулярные стычки между нидерландскими военными и местным населением. Даже сам командующий «Красного слона» подполковник Фредерик Хендрик тер Меулен (нидерл. Frederik Hendrik ter Meulen) признавал, что в большинстве случаев причиной насилия служили чрезмерная подозрительность военнослужащих экспедиционного корпуса и превышение ими служебных полномочий. Так, в его докладе вышестоящему командованию отмечалось, что только за первую неделю апреля бойцами корпуса было убито более 50 островитян, значительная часть которых — в том числе женщина и ребёнок — были, как выяснилось, совершенно непричастны к антиколониальному сопротивлению. Несмотря на категорический запрет союзного британско-нидерландского командования на применение военной авиации на Бали и соседнем Ломбоке, отмечались многочисленные случаи самовольного применения младшими чинами «Красного слона» самолётов B-25 и Piper Cub для обстрелов и бомбардировок «подозрительных» скоплений людей и деревень.
В этих условиях руководство индонезийских вооруженных сил ускорило подготовку частей для заброски на Бали. К началу апреля формирование «Отряда М» было завершено, и Нгураху Раю было поручено возглавить высадку его передовых подразделений. В ночь на 4 апреля три партии бойцов общей численностью около 160 человек на буксирах и рыбацких лодках выдвинулись из восточнояванского порта Баньюванги в сторону Бали. Двум партиям, в том числе той, которую непосредственно возглавлял Нгурах Рай, удалось наутро беспрепятственно высадиться на северо-западном побережье Бали. Третья же, во главе с командиром «Отряда М» капитаном Маркади была перехвачена в проливе Бали нидерландским десантным катером типа LCM-6 и приняла бой, который вошёл в историю как первое морское сражение индонезийских вооружённых сил. В конечном итоге группа Маркади, понеся потери, также высадилась на Бали.
Всего в ходе операции, продолжавшейся несколько дней, на Бали с Восточной Явы было переброшено 290 бойцов «Отряда М». Кроме того, на острове десантировались небольшие группы военнослужащих других подразделений, а также добровольцев с Явы, Мадуры и из других районов Индонезии. По данным нидерландской разведки в первой половине апреля 1946 года с Восточной Явы на Бали прибыло не менее 400 вооружённых сторонников независимости.

## Участие в военных действиях против голландцев

### Консолидация антиголландских сил

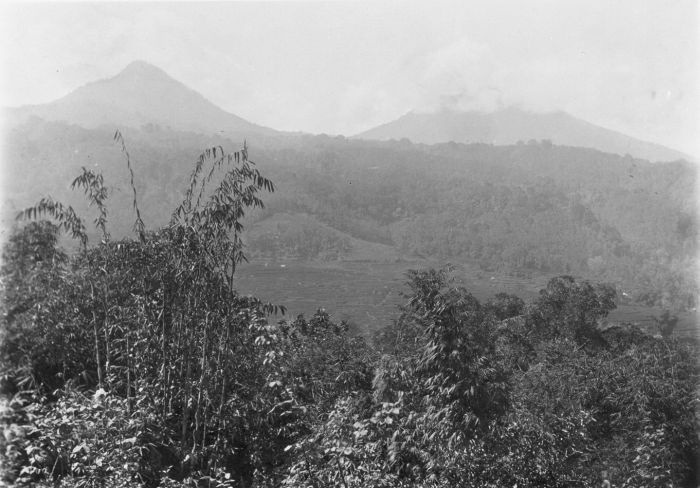
Местность в районе Мундук-Маланг, в которой располагалась основная база ополчения Нгураха Рая в апреле-мае 1946 года

К моменту возвращения Нгураха Рая на Бали бо́льшая часть оставшихся в строю бойцов его полка стояла лагерем в гористой местности у посёлка Мундук-Маланг в центральной части острова на границе округов Табанан и Гианьяр. Туда он и направился после высадки в сопровождении небольшой части «Отряда М». Из остальных бойцов «Отряда М» было сформировано несколько групп, которые выдвинулись в другие районы острова для ведения разведки и организации партизанского движения.
Перемещение Рая и его отряда осуществлялось скрытно, с большими предосторожностями, в результате чего путь к Мундук-Малангу занял почти две недели. За это время обстановка на острове стала ещё более напряжённой, произошла серия стычек между сторонниками независимости и голландскими военными. Наиболее значительные столкновения произошли 10 апреля в Денпасаре у казарм нидерландского гарнизона и 15 апреля в деревне Пенебел округа Табанан, где отряд республиканцев атаковал полицейский пост.
Прибыв 16 апреля в Мундук Маланг, Нгурах Рай приказал своим бойцам воздерживаться от боестолкновений с голландцами. Следуя директиве верховного командования, он сосредоточил усилия на объединении сил балийских сторонников независимости. В первый же день своего пребывания в Мундук-Маланге он встретился с прибывшими туда руководителями двух основных республиканских группировок, действовавших на острове — местных отделений организаций «Молодёжь Республики Индонезии» (индон. Pemuda Republik Indonesia — PRI) и «Социалистическая молодежь Индонезии» (индон. Pemuda Sosialis Indonesia — Pesindo), каждая из которых имела свои боевые дружины. По итогам совещания Рая с лидерами молодёжных группировок было провозглашено создание единой политической структуры — Совета борьбы индонезийского народа Малых Зондских островов (индон. Dewan Perjuangan Rakyat Indonesia Sunda Kecil), который также получил известность на Бали под укороченным названием — «Совет борьбы». В качестве органа военного управления при Совете был сформирован Объединённый штаб (индон. Markas Besar Umum). Председателем Совета и, одновременно, начальником Объединённого штаба был избран Нгурах Рай. Подобное совмещение позиций позволило ему сосредоточить в своих руках руководство над всеми военными и гражданскими формированиями балийских республиканцев.
Воспользовавшись расширенными полномочиями, Рай распорядился стянуть к Мундук-Малангу практически все подконтрольные ему силы. В остальных районах острова было решено оставить лишь шесть весьма небольших отрядов. Кроме того, за пределами основной базы в Мундук-Маланге продолжала действовать большая часть бойцов прибывшего с Явы «Отряда М». К концу мая 1946 года Нгураху Раю удалось собрать в лагере у Мундук-Маланга около полутора тысяч человек, часть которых составляли женщины и подростки. Абсолютное большинство не имело никакого боевого опыта или военной подготовки, огнестрельным оружием было обеспечено не более половины бойцов. Имелось несколько японских миномётов и крупнокалиберных пулемётов, однако комплекты боеприпасов были невелики. Примечательно, что далеко не все члены Объединённого штаба поддерживали идею Рая о создании столь внушительного партизанского формирования — многие предлагали разделить имеющиеся силы на небольшие отряды, которые могли бы действовать более мобильно и скрытно в условиях партизанской борьбы. Однако никаких нарушений принципа единоначалия допущено не было — руководящие полномочия Нгураха Рая признавались безоговорочно, его приказы исправно выполнялись.
Параллельно Рай продолжал поддерживать активные контакты с представителями балийской феодальной знати, координируя с ними тактику действий в отношении голландцев. Известно, что некоторых из своих знакомых, сочувствовавших республиканскому движению, он убеждал соглашаться на занятие должностей в создаваемой колонизаторами административных структурах с тем, чтобы впоследствии оказывать тайное содействие борцам за независимость.

### Поход к Гунунг-Агунг
Голландцы отслеживали мобилизационную деятельность Нгураха Рая и выставили несколько военных постов у его базы в Мундук-Маланге, однако также воздерживались от военных действий. Более того, командование «Красного слона», в составе которого было немало офицеров, лично знавших Рая по довоенной службе в «Прайоде» — в их числе и сам командующий контингента подполковник тер Меулен — рассчитывало убедить командира республиканцев отказаться от противостояния. 13 мая 1946 года офицер штаба «Красного слона», капитан Я. Б. Т. Кониг (нидерл. J. B. T. Konig) — один из двух офицеров, которым Рай в феврале 1942 года помог переправиться с атакованного японцами Бали на Яву — направил ему от себя лично и от имени командующего контингента вполне корректное и уважительное послание с призывом вступить в переговоры.
Денпасар, 13 мая 1946 года
Высокородный Рай,
Мы — подполковник тер Меулен и я (вы, конечно, помните нас), хорошо осведомлены о причинах, заставивших вас возглавить подразделение Армии народной безопасности. Мы очень хотели бы поговорить с вами. Пожалуйста, постарайтесь связаться с капитаном Кассой в районе деревни Плага — позднее мы могли бы пообщаться там. После наших переговоров вы можете принимать любые решения на своё усмотрение.
Я. Б. Т. Кониг,
капитан сухопутных войск
Оригинальный текст (индон.)18 Mei 1946
Rai Jang Budiman,
Kami, Letnan Kolonel Termeulen dan saya (kamu tentu masih ingat kepada kami), mengetahui betul atas dorongan apa kamu terpaksa mau memimpin TKR. Kami ingin sekali berbicara padamu. Cobalah mencari hubungan dengan Kapten Cassa di sekitar desa Plaga, kemudian di sana kita bisa bicara. Apapun keputusanmu setelah pembicaraan itu, kamu dengan penuh kebebasan dapat menentukannya kepada kamu suka.
J. B. T. Konig
Kapten Infanteri 

Поступивший к голландцам вскоре ответ Рая был адресован исключительно тер Меулену. Послание командира партизан вошло в анналы индонезийской истории под названием «Священное письмо» и широко популяризируется как проявление мужества и патриотизма.
18 мая 1946 года
Уважаемому господину подполковнику Тер Меулену
в Денпасар
СВОБОДА!
Письмо нами благополучно получено. Кратко сообщаем следующий ответ:
Обеспечение безопасности на Бали — наше дело. С момента высадки ваших войск на острове стало неспокойно. Доказательства этого уже очевидны и не могут более отвергаться. Посмотрите, страдания народа усугубляются. Безопасность народа под угрозой. Вдобавок экономический беспорядок удавкой стягивает народную шею.
Безопасность под угрозой из-за того, что вы надругались над волей народа, который уже совершенно ясно провозгласил независимость.
Вопрос переговоров мы относим к компетенции наших руководителей на Яве. Бали — не место для дипломатических переговоров. А я не иду на компромисс. От имени народа я выступаю за уход голландцев с острова Бали. В противном случае мы можем и обещаем сражаться дальше, пока наши цели не будут достигнуты.
Покуда вы остаетесь на Бали, остров Бали будет оставаться вместилищем кровавых сражений между нами и вашей стороной. Вот и всё. Прошу принять во внимание.
Познавшие свободу свободны навсегда.
От имени Совета борьбы Бали
Руководитель:
И Густи Нгурах Рай
Оригинальный текст (индон.)18 Mei 1946

Kepada Jth.Toean Overste Termeulen
di Denpasar
M E R D E K A !
Soerat telah kami terima dengan selamat. Dengan singkat kami sampaikan djawaban sebagai berikoet:
Tentang keamanan di Bali adalah oeroesan kami. Semendjak pendaratan tentera toean, poelau mendjadi tidak aman. Boekti telah njata, tidak dapat dipoengkiri lagi. Lihatlah, penderitaan rakjat menghebat. Mengantjam keselamatan rakjat bersama. Tambah2 kekatjauan ekonomi mendjirat leher rakjat.
Keamanan terganggoe, karena toean memperkosa kehendak rakjat jang telah menjatakan kemerdekaannja.
Soal peroendingan kami serahkan kepada kebijaksanaan pemimpin2 kita di Djawa. Bali boekan tempatnja peroendingan diplomatic. Dan saja boekan kompromis. Saja atas nama rakjat hanja menghendaki lenjapnja Belanda dari poelau Bali atau kami sanggoep dan berdjandji bertempoer teroes sampai tjita2 kita tertjapai.
Selama Toean tinggal di Bali, poelau Bali tetap mendjadi belanga pertoempahan darah, antara kita dan pihak toean.Sekian, harap mendjadikan makloem adanja.
Sekali merdeka, tetap merdeka
a/n. DEWAN PERJOANGAN BALI.
Pemimpin:
( I Goesti Ngoerah Rai)

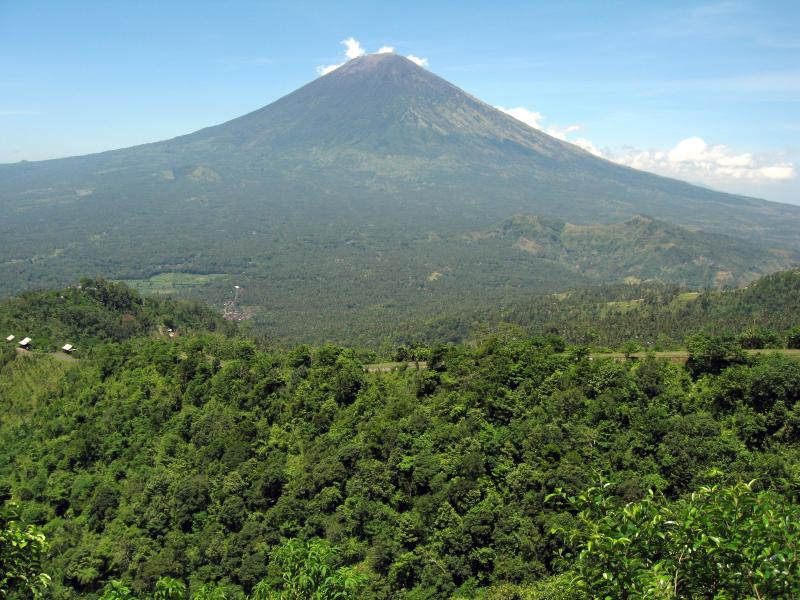
Западный склон Гунунг-Агунг — место передислокации ополчения Нгураха Рая

В конце мая в Мундук-Маланг прибыл командир «Отряда М» капитан Маркади с группой из 25 своих бойцов и, сославшись на недавнее донесение из генштаба, сообщил Нгураху Раю о готовящейся масштабной высадке индонезийских войск на западном побережье Бали. 1 июня 1946 года Рай отдал приказ о перемещении всего сформированного им подразделения в восточную часть Бали в район самой большой горной вершины острова — вулкана Гунунг-Агунг. Мотивировка этого решения остаётся не вполне ясной — Нгурах Рай не анонсировал какого-либо дальнейшего плана действий, обещав соратникам сориентироваться по ходу перемещения. Наиболее распространённым является предположение, что передвижением на восток он рассчитывал отвлечь внимание голландцев от западной части острова, чтобы создать благоприятные условия для анонсированной Маркади высадки республиканских сил с Явы.
Занявший более месяца двухсоткилометровый переход полуторатысячного отряда по горным джунглям, получивший в индонезийской историографии название «Великий поход к Гунунг-Агунгу» (индон. Longmarch ke Gunung Agung), оказался весьма сложным с логистической и организационной точки зрения. Кроме того, он сопровождался серией боестолкновений с голландскими войсками, интенсивность которых постепенно возрастала. У подножья Гунунг-Агунга силы Рая в течение нескольких дней подвергались миномётному обстрелу и авиаударам, в которых голландцы задействовали бомбардировщики B-25. Достигнув 7 июня деревни Танах-Арон на западном склоне горы, они вступили в бой с частями противника численностью около 200 человек.
После сражения Нгурах Рай провёл совещание с членами штаба. Положение партизан было сочтено критическим. Численность отряда в результате боевых и санитарных потерь, а также дезертирства сократилась почти втрое, боеприпасы и продовольствие были на исходе, оставшиеся в строю бойцы находились на грани физического истощения. Подходы к горе с западной стороны были блокированы нидерландскими войсками. Некоторые соратники Рая предлагали прорываться с боем обратно в центральную часть Бали, однако тот посчитал возможные потери неприемлемыми. В сложившихся условиях он принял решение о разделении отряда на небольшие группы, которые могли бы спуститься с Гунунг-Анунга горными тропами и, минуя расположение голландских частей, рассеяться по территории острова. Подобное разделение было осуществлено двумя днями позже на северном склоне вулкана у деревни Кландис. Бо́льшая часть партизан сгруппировалась по принципу «землячеств» и выдвинулась в сторону своих родных мест. С согласия Нгураха Рая капитан Маркади принял решение о переправке «Отряда М», понесшего серьёзные потери, обратно на Яву. С Маркади Рай направил в генштаб донесение, с котором описал тяжёлое положение партизанского движения и представил подробные данные по диспозиции, численности и вооружении нидерландских войск на Бали.
Под непосредственным командованием Рая после завершения «Великого похода» осталось около 90 человек — наиболее опытные и надёжные бойцы, в числе которых были почти все участники балийского партизанского движения, имевшие голландскую или японскую военную подготовку, а также группа японских военнослужащих — в различных источниках количество последних оценивается в пределах шести-десяти человек — по крайней мере двое из которых были офицерами. Это подразделение получило название «Чиунг-Ванара» (индон. Ciung Wanara) — в честь персонажа сунданской мифологии, отличавшегося бесстрашием и справедливостью.
«Чиунг-Ванара» имела на вооружении не более 50 единиц стрелкового оружия, 5 миномётов, один станковый и 3 ручных пулемёта с минимумом боеприпасов. В силу скудости арсеналов Нгурах Рай предпочёл избегать столкновений с голландцами до получения указаний из генштаба. Последние также воздерживались от силовых действий, в результате чего к началу августа 1946 года обстановка на Бали стала достаточно спокойной. В октябре дополнительным стабилизирующим фактором стало перемирие между войсками Индонезии и Нидерландов, объявленное по всему театру военных действий, после  которого представители правительств двух стран вступили при британском посредничестве в переговоры, нацеленные на мирное урегулирование конфликта.
15 ноября 1946 года на Яве было подписано Лингаджатское соглашение, по которому Нидерланды де-факто признавали суверенитет Республики Индонезии в пределах Явы, Суматры и Мадуры. На остальной территории бывшей колонии предусматривалось создание при поддержке Гааги ряда квази-независимых государств, которые вместе с Республикой Индонезией сформировали бы Соединённые Штаты Индонезии — федеративное образование, которое, обладая государственным суверенитетом, находилось бы в некой унии с Нидерландами. Бали при этом был включён в состав одного из последних — государства Восточная Индонезия.

### Последний бой и гибель
Разочарованный условиями Лингаджатского соглашения, Нгурах Рай по собственной инициативе решил продолжить партизанские действия, рассчитывая добиться изгнания голландцев с Бали и присоединения острова к Республике Индонезии. Известно его обращение бойцам «Чиунг-Ванары»:
Не дрогните! Малые Зондские острова должны суметь держаться самостоятельно. Продолжим борьбу имеющимися средствами, пусть даже из центра нам не уделяют достаточного внимания... Оригинальный текст (индон.)Jangan gentar, Sunda kecil harus mampu berdiri sendiri. Lanjutkan perjuangan dengan apa yang ada walaupun perhatian dari pusat kurang...
Осознавая, что имеющегося в его распоряжении арсенала недостаточно для ведения активной и длительной партизанской борьбы, Рай принял решение захватить партию оружия и боеприпасов у противника. Наиболее удобной целью в этом плане были сочтены казармы колониальной полиции округа Табанан: там хранились значительные запасы оружия, а начальник полиции округа по имени Вагимин (индон. Wagimin) был тайным сторонником и информатором партизан. Помимо 95 бойцов «Чиунг-Ванары» для операции Раем было мобилизовано не менее 300 человек из числа сочувствовавших партизанам крестьян окрестных деревень: на ополченцев, имевших в своём распоряжении в основном холодное оружие, возлагалась вспомогательная роль — они должны были создать впечатление многочисленности нападающих, обеспечить более плотное окружение атакуемых казарм. Известно, что перед нападением Рай с бойцами посетили местный индуистский храм, где вознесли молитву с просьбой об удаче. 18 ноября 1946 года отряд Рая напал на табананские казармы и при минимальном сопротивлении полицейских захватил хранившиеся там оружие и боеприпасы: 36 карабинов, 2 ручных пулемёта «Bren», 2 пистолета-пулемёта и 8 тысяч патронов. Вагимин, сыгравший значительную роль в успехе операции, присоединился к «Чиунг-Ванаре».
Пополнив свой арсенал и распустив вспомогательное крестьянское ополчение, партизаны отошли к заранее подготовленному лагерю у деревни Марга, расположенной в гористой местности примерно в 40 километрах к северу от Денпасара. На следующий день лагерь «Чиунг-Ванары» был обнаружен голландцами и сутки спустя, 20 ноября атакован с привлечением авиации, вызванной из Макассара, а также дополнительных пехотных частей, срочно переброшенных с острова Ломбок.

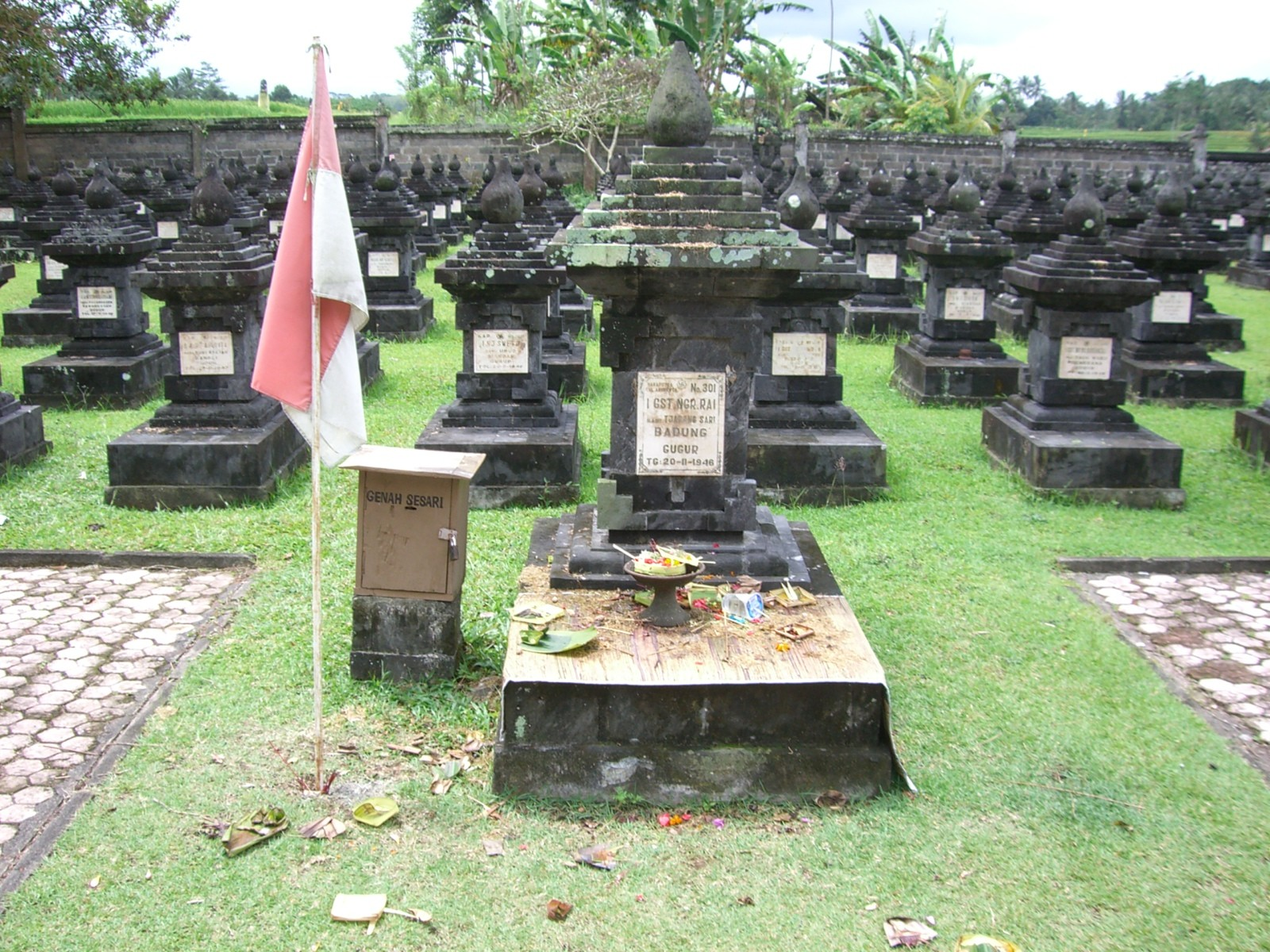
Могилы Нгураха Рая и его соратников в мемориальном комплексе у деревни Марга

После первого боестолкновения, произошедшего около 10:00, партизаны, стремясь избежать окружения, попытались отойти с поля боя мелкими группами через кукурузные поля, окружавшие Маргу. Однако эти попытки потерпели неудачу — отряд понёс тяжёлые потери и был блокирован у горного ущелья. Предложение голландцев о сдаче в плен было отвергнуто, и в последовавшем бою, продолжавшемся примерно с 14:00 до 17:00, все бойцы «Чиунг-Ванары», включая Нгураха Рая, погибли.
Точные обстоятельства гибели Рая достоверно не известны. В некоторых источниках говорится о его падении либо сознательном прыжке с обрыва. В 2008 году в интервью местным СМИ один из ветеранов балийского партизанского движения рассказал, что тело Рая, доставленное голландцами после боя в Денпасар, было покрыто ожогами. На этом основании было выдвинуто предположение о гибели командира «Чиунг-Ванары» в результате близкого разрыва зажигательной авиабомбы.
Несмотря на отсутствие достоверных свидетельств последнего сражения Рая, в индонезийской историографии однозначно утверждается, что предводитель балийских партизан призвал своих соратников совершить пупутан — сопротивление до последнего, завершающееся либо гибелью от рук неприятеля, либо самоубийством (акты подобного «самоубийственного» сопротивления ранее совершали балийские правители в ходе Нидерландского вторжения на Бали в начале XX века).
Тело Нгураха Рая было передано семье партизанского командира и похоронено в его родной деревне Чарангсари.

### Военные и политические последствия
Последнее сражение Рая, получившее поздне́е эпическое название «Пупутан Маргарана» (балийск. Puputan Margarana — пупутан в сражении у Марги), стало наиболее масштабным боестолкновением в ходе войны за независимость на Бали. Его исход оказал огромное воздействие на последующий ход национально-освободительного движения на острове. Гибель Рая и его ближайших соратников способствовала резкому росту антиголландских настроений среди балийцев. В то же время, военный потенциал сторонников независимости оказался катастрофически подорван: после потери «Чиунг-Ванары» в рядах партизан почти не осталось людей, имеющих профессиональную военную подготовку, а арсеналы борцов за независимость оказались опустошены.
На экстренном заседании Совета борьбы, состоявшемся на второй день после гибели Нгураха Рая, его преемником был выбран 23-летний лидер группировки «Молодёжь Республики Индонезии» Маде Виджа Кусума (индон. Made Widja Kusuma), не имевший никакого военного образования. Прочие руководящие должности, ставшие вакантными после гибели соратников Рая, также были замещены гражданскими людьми — преимущественно представителями молодёжных организаций. Не имея ни сил, ни средств, ни навыков, необходимых для продолжения военного противостояния с голландцами, новое руководство антиколониального сопротивления объявило о переходе к «политическим методам борьбы», под которыми подразумевались прежде всего агитация и пропаганда, а также сбор разведывательной информации. В результате в дальнейшем на Бали — до осени 1949 года, когда нидерландские войска покинули территорию острова — боестолкновения были эпизодическими и весьма незначительными по масштабу.
Ещё одним последствием гибели Рая стало заметное изменение социального состава верхушки антиголландского сопротивления и её идеологических ориентиров. Если изначально её значительную часть составляли представители высших каст балийского общества, то после потери Рая и его ближайших соратников, многие из которых, как и их командир, были отпрысками знатных семейств, ключевая роль в республиканском движении на острове перешла к людям незнатного происхождения. Это, в свою очередь, привело к росту популярности левых идей в среде сопротивления, а также ускорило его дистанцирование от балийской феодальной верхушки.

## Семья
В 1938 году, во время учёбы в военном училище Нгурах Рай женился на жительнице Гианьяра Десак Путу Кари (индон. Desak Putu Kari), девушке из незнатной семьи 1922 года рождения. В браке родились три сына: И Густи Нгурах Юдана (индон. I Gusti Ngurah Yudana, 1942 г. р.), И Густи Нгурах Тантра (индон. I Gusti Ngurah Tantra, 1944 г. р.) и И Густи Нгурах Алит Юда (индон. I Gusti Ngurah Alit Yudha, 1946 г. р.) — последнего Рай так и не увидел, поскольку тот родился после его ухода в последний поход. Примечательно, что сам Нгурах Рай, осознавая опасность военного противостояния с голландцами, заранее предупреждал жену о большой вероятности своей гибели. Так, при прощании он произнёс:
Считай, что я уже мёртв. О том, когда вернусь, не думай... Оригинальный текст (индон.)Anggaplah aku telah mati, kapan pulang jangan dipikir...
После ухода Нгураха Рая во главе партизанского отряда в джунгли его жена с детьми остались в крайней нужде. По воспоминаниям Путу Кари, большинство односельчан сочувствовали ей, однако боялись помогать из страха перед голландцами. Последние на некоторое время задерживали семью партизанского командира и подвергали беременную третьим сыном Путу Кари жёстким допросам.
Через несколько лет после гибели Рая его вдова вышла замуж за одного из его соратников по партизанскому движению Маде Сетиа Буди (индон. Made Setia Budi ). Во втором браке у неё родились ещё четверо детей, к концу жизни общее количество внуков достигло 20 человек. Скончалась Десак Путу Кари 10 декабря 2017 года. До последних дней она сохраняла твердую память, регулярно участвовала в различных мероприятиях, проводившихся в память Нгурах Рая, её постоянно навещали представители СМИ, местных властей и военного руководства.
Младший сын Рая Нгурах Алит Юдха стал крупным функционером Голкар, долгие годы руководил балийским отделением партии, был депутатом Совета народных представителей Индонезии в 1999—2004 годах. Он также активно участвует в мероприятиях, посвященных памяти Рая.

## Память

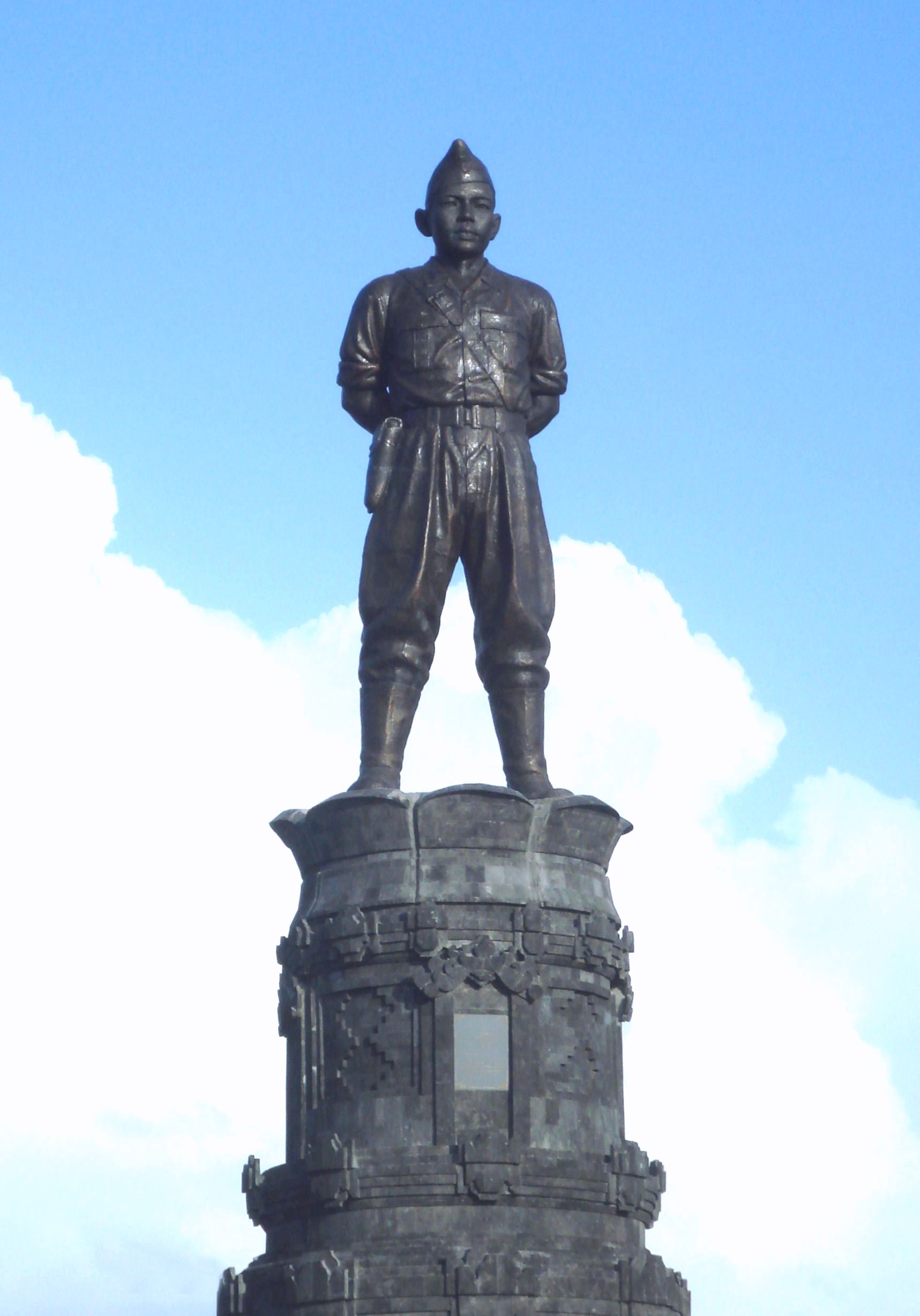
Памятник Нгураху Раю у въезда в аэропорт, названный его именем

Деятельность Нгураха Рая во главе балийского партизанского движения и его гибель уже в конце 1940-х годов начали героизироваться индонезийской пропагандой как пример мужества, самоотверженности, верности воинскому долгу и идеалам борьбы за независимость страны. Этому ни в коей мере не помешал тот факт, что с точки зрения военного искусства и политической целесообразности как поход к Гунунг-Агунг, так и последняя операция Нгураха Рая оценивались достаточно критично. Так, ближайший соратник и преемник Рая на посту руководителя Совета борьбы Виджа Кусума спустя много лет признавал, что «Великий поход» оказался одной из самых больших неудач индонезийцев за время войны за независимость. Абдул Харис Насутион, один из крупнейших военных деятелей Индонезии, занимавший в течение многих лет высшие должности в структурах вооруженных сил и разработавший концепцию партизанской войны, которая получила признание на международном уровне, в своих мемуарах задавался риторическим вопросом:
Разве не лучше было бы подполковнику Нгураху Раю следовать принципу партизанской войны — наносить удар и убегать? Оригинальный текст (индон.)Apakah tidak sebaiknya Letnan Kolonel Ngurah Rai melaksanakan prinsip perang gerilya: hit and run?
Меры по увековечению памяти Нгураха Рая начали приниматься на национальном уровне вскоре после окончания войны за независимость. В 1947 году в составе вооружённых сил был сформирован полк имени Нгураха Рая. В ноябре 1954 года — к семилетию сражения у деревни Марга — на месте гибели Рая и его бойцов был построен мемориальный комплекс площадью более 25 гектаров, на территории которого было решено захоронить останки всех участников балийского партизанского движения, погибших в ходе войны за независимость. Центральным элементом мемориала стал монумент, выполненный в стиле яванского индуистского храма: восьмиярусная башня с пятиугольным основанием высотой 17 метров (высота, количество углов и ярусов символизируют дату провозглашения независимости Республики Индонезии — 17.08.1945). На пяти сторонах основания башни установлены мраморные плиты, на которых высечен текст письма Рая подполковнику тер Меулену.
30 сентября 1962 года останки Нгураха Рая были торжественно эксгумированы и преданы кремации в соответствии с индуистским обрядом. Этому событию был придан характер масштабного общественно-политического мероприятия, для подготовки которого был заблаговременно сформирован организационный комитет в составе представителей центральных и местных властей. На церемонии кремации присутствовали члены индонезийского правительства и высшего военного руководства. Часть праха Рая была высыпана в море в районе Санур, часть захоронена в мемориальном комплексе у деревни Марга.

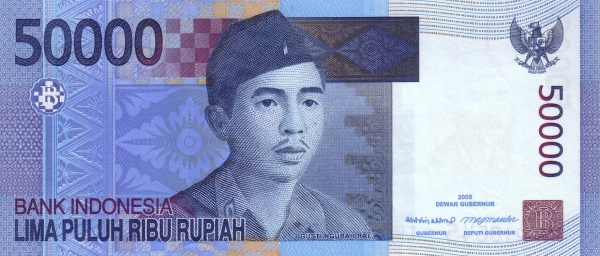
Банкнота 50 тысяч рупий с портретом Нгураха Рая

Всего на территории мемориального комплекса находятся 1372 могилы, в которых захоронен 1371 человек, в числе которых 64 кадровых военнослужащих индонезийских вооружённых сил, 1296 гражданских участников партизанского движения и 11 японских военных, перешедших на сторону индонезийцев и участвовавших в антиголландском сопротивлении. Одно надгробие установлено в память неизвестного бойца. Все надгробия однотипны, однако надгробие Нгураха Рая имеет более крупный размер и размещено впереди остальных, расположенных рядами. Имена погибших выбиты на мраморной стене, установленной рядом с могилами. Помимо захоронений и монумента, на территории комплекса размещён музей истории балийского партизанского движения.
В 1954 году Нгурах Рай был посмертно повышен в звании до полковника, а в 1975 году указом президента Сухарто (указ № 06 от 9 августа 1975 года) он был объявлен национальным героем Индонезии. Этим же указом он был ещё раз посмертно повышен в звании — до бригадного генерала, а также награждён одним из высших военных орденов — «орденом Звезда Махапутра» 4-й степени.

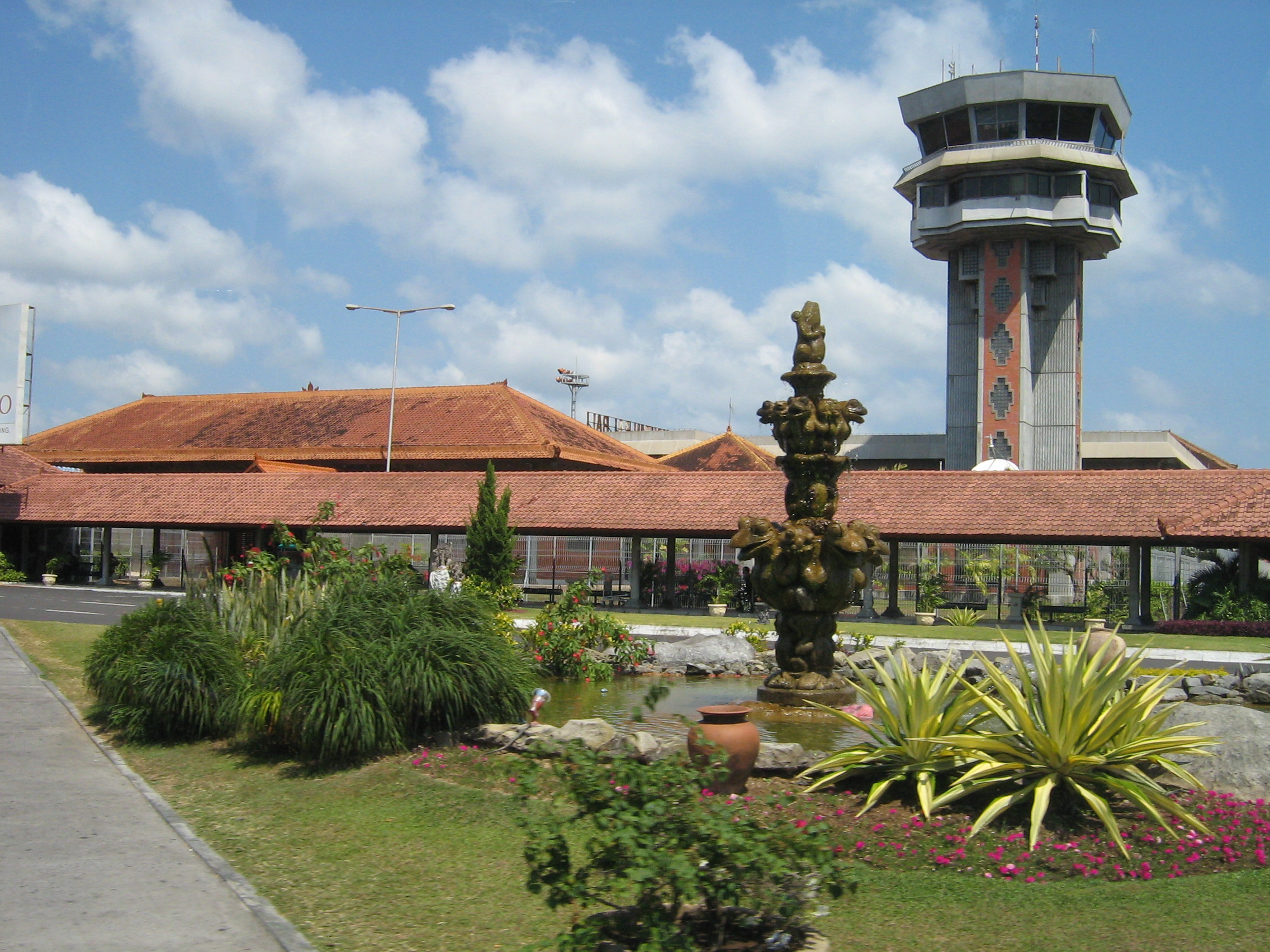
Денпасарский международный аэропорт Нгурах Рай

В честь Нгураха Рая названы балийский международный аэропорт, университет и стадион в Денпасаре, являющиеся, соответственно, самым крупным вузом и самым крупным спортивным объектом Бали. Его имя носят улицы в Денпасаре и многих других балийских населённых пунктах, а также в нескольких городах за пределами Бали, в том числе в столице Индонезии Джакарте. Портретное изображение Рая помещалось на индонезийской денежной купюре достоинством 50 000 рупий двух образцов, выпускавшейся, соответственно в 2005—2011 годах и в 2011—2016 годах.
Нгураху Раю воздвигнуты десятки памятников в различных частях острова. В Мундук-Маланге создан музей Объединённого штаба Совета борьбы индонезийского народа Малых Зондских островов. При этом в Чарангсари, родной деревне Нгураха Рая, какого-либо государственного мемориала или музея нет, существует лишь небольшой памятник, воздвигнутый и содержащийся на средства семьи партизанского командира.
Годовщина сражения у деревни Марга, а также дни рождения Нгураха Рая торжественно отмечаются на Бали. В январе 2017 года с особым размахом отмечался столетний юбилей балийского героя. Неотъемлемым элементом памятных церемоний является публичное зачитывание письма Рая подполковнику тер Меулену, которое считается одной из важнейших исторических реликвий Бали. Иногда оригинал письма переносится в специальном ларце в ходе торжественных процессий из одного населённого пункта в другой. Публичное зачитывание его текста практикуется и по другим торжественным поводам: так, в марте 2014 года оно оглашалось в ходе встречи президента Индонезии Сусило Бамбанга Юдойоно с ветеранами балийского партизанского движения.
В 2013 году при поддержке гражданских и военных властей провинции Бали был снят художественно-документальный биографический фильм «И Густи Нгурах Рай». Его премьера состоялась 11 июля 2013 года в штабе местного военного округа.
10 января 2018 года, в день 101-й годовщины со дня рождения Рая в заливе Беноа на юге Бали в состав военно-морских сил Индонезии был торжественно введён эсминец «И Густи Нгурах Рай». Примечательно, что фрегат построен индонезийскими корабелами совместно с их нидерландскими коллегами — кораблестроительной компанией Damen Schelde Naval Shipbuilding.